# Ovulinae
La sottofamiglia Ovulinae J. Fleming, 1828  è un gruppo altamente specializzato di lumache di mare della famiglia Ovulidae. Le specie della sottofamiglia si comportano da predatori o da parassiti; sono molluschi gasteropodi all'interno della superfamiglia Cypraeoidea.

## Descrizione
Le specie Ovulinae hanno tipicamente un guscio ovato (a forma di uovo), lanceolato (a forma di lancia) o piriforme (a forma di pera). La guglia non è prominente e il funicolo è assente. Il canale anale è attorcigliato anteriormente. Le estremità sono generalmente corte e il labbro esterno dell'apertura presenta denti ben sviluppati. Il mantello copre completamente la conchiglia, abitualmente e quando il mollusco è in vita. Il mantello è in genere con colori vivaci, mentre la conchiglia è spesso bianca, anche se in alcuni casi è rosa o addirittura rossa.

## Habitat
Le Ovulinae vivono parassiticamente sugli antozoi, nutrendosi dell'esterno dell'organismo. In questi casi, la specie ovulina ha quasi sempre evoluto una dimensione, una forma ed un colore che imita l'aspetto dei cnidari e che si mimetizza con esso. L'omocromia alimentare, ossia il processo di ottenere la pigmentazione di un ospite nutrendosi di esso, aiuta ulteriormente a nascondere le specie Ovulinae tra le loro prede. La maggior parte dei membri delle Ovulinae vive in acque tropicali e subtropicali.

## Tassonomia
Le specie all'interno della famiglia Ovulidae sono state riclassificate numerose volte nel corso dei secoli e ciò ha influenzato anche la classificazione della sottofamiglia Ovulinae (Shilder 1932, Allan 1956, Cate 1973, Fehse 2001). Storicamente, le Ovulidae sono state separate in due sottofamiglie, Ovulinae e Volvinae, ma poi la classificazione è cambiata con l'aggiunta (e la modifica) di altre sottofamiglie.

### Bouchet & Rocroi (2005)
Bouchet e Rocroi presentano le seguenti sottofamiglie della famiglia Ovulidae, di cui Ovulinae è una sottofamiglia.
- Ovulinae Fleming, 1822
- Cypraediinae Schilder, 1927
- Jenneriinae Thiele, 1929
- Pediculariinae Grey, 1853
- Pseudocypraeinae Steadman & Cotton, 1943

### Fehse (2007)
Dirk Fehse presenta le seguenti sottofamiglie della famiglia Ovulidae, di cui Ovulinae è una sottofamiglia.
- Prionovolvinae Fehse, 2007
- Simniinae Schilder, 1925
- Ovulinae Fleming, 1828
- Aclyvolvinae Fehse, 2007

Almeno un ricercatore suggerisce che c'è ancora molto lavoro da fare per organizzare correttamente la tassonomia di questa famiglia e, in particolare, degli Ovulinae.

### Classificazione MolluscaBase/WoRMS (2020)
Nel 2017 la classificazione di Bouchet & Rocroi del 2005 è stata sottoposta a una radicale revisione che ha portato alla reintroduzione dei tradizionali ranghi linneani al posto di cladi e gruppi informali.

### Generi
I generi delle Ovulinae sono:
- Genere Calcarovula C. N. Cate, 1973
- Genere Kurodavolva Azuma, 1987
- Genere Ovula Bruguière, 1789
- Genere Pellasimnia Schilder, 1939
- Genere Phenacovolva Iredale, 1930
- Genere Takasagovolva Azuma, 1974
- Genere Volva Röding, 1798